# Maurolicus inventionis
Maurolicus inventionis is een straalvinnige vissensoort uit de familie van diepzeebijlvissen (Sternoptychidae). De wetenschappelijke naam van de soort is voor het eerst geldig gepubliceerd in 1993 door Parin & Kobyliansky.